# Maja Andersson Wirde
Sigrid Maria (Maja) Wirde, ursprungligen Andersson,  född 14 november 1873 i Ramkvilla socken, Jönköpings län, död 11 februari 1952 i Algutsboda, Kronobergs län, var en svensk textilkonstnär. 
Hon var dotter till kyrkoherden Carl August Andersson och Carolina Sandberg och förblev ogift. Hon utbildade sig till teckningslärare i vid Högre konstindustriella skolan i Stockholm 1897–1902. Hon var därefter anställd som teckningslärare vid Stockholms stads folkskolor men knöts 1907 till Handarbetets Vänner i Stockholm där hon formgav mattor och annat, bland annat till Patentverket i Stockholm och en hel del större företag. Hon gjorde dessutom mattor till M/S Kungsholm (1928) och fick också en del privata uppdrag. Omkring 1910 gjorde hon en del studieresor utrikes, bland annat till Italien, Tyskland och Frankrike och 1914 vistades hon en tid för studier i Tyskland och Belgien, därefter följde upprepade resor till England, Paris och Rom där besöken i London blev betydelsefulla, eftersom hon där kom att fascinerades av Arts and Crafts-rörelsen.  
Hon specialiserade sig på mattor i röllakan och flossa, liksom Märta Måås-Fjetterström. Bäst kom hennes talang till sin rätta i de vävda arbeten hon utförde och hennes hautelisser från 1920-talet anses vara en god representant för den tidens blommotiv med omväxlande abstrakta partier. 1929 slutade hon sin anställning vid Handarbetets Vänner och begav sig över till USA, där hon fick tillfälle att knyta kontakt med Carl Milles som ledde till arbete på det nya Cranbrook Academy of Art, i Bloomfield Hills, Michigan. Där fanns redan en liten koloni skandinaver, bland annat arkitekten Eliel Saarinen med fru Loja Saarinen (textilkonstnär) och Maja Wirde (som hon nu kallade sig) började ett tätt samarbete med Loja Saarinen som kom att pågå i flera år.
Maja Andersson Wirde stannade på Cranbrook Academy of Art till 1933. Efter ett år i Chicago återvände hon hem till Sverige och bosatte sig i Algutsboda. Hennes produktion efter Amerikatiden bär ofta spår av inspiration från indiansk och latinamerikansk textilkonst med geometriska mönster med en monumental verkan. Hon grundade tillsammans med sin bror arkitekten Per Wirde en vävstuga där de i någon mån experimenterade med tygtryck. Från Amerika medförde hon en provvävstol som gav henne möjlighet att väva upp ett stort förråd av provmönster i liten skala. Ur småländsk allmogekonst hämtade hon nu inspiration för gobelänger och mattor i röllakan, flossa och ryateknik. Men hon kom senare att övergå till en delvis ny bana, och började formge kyrkliga textilier (kormattor, mässhakar, antependier med mera) och grundade 1939 tillsammans med Sigrid Synnergren Södra Sveriges Kyrkliga Textil som utförde textilier för en mängd kyrkor i södra Sverige. Hon skapade bland annat mässhake och antependium för Amiralitetskyrkan i Karlskrona 1939 och så gott som all textil till hemkyrkan i Algutsboda. 
Hon var representerad vid Baltiska utställningen, Göteborgsutställningen 1923, Stockholmsutställningen 1930 och hon deltog tidigt i samlingsutställningar i Paris, S:t Petersburg och Chicago. Under åren 1939–11952 visades arbeten från Södra Sveriges kyrkliga textil på utställningar i Lund, Jönköping, Växjö, Kalmar ofta tillsammans med Wiwen Nilssons kyrkliga silver. Vid Handarbetets vänners jubileumsutställning 1949 var Wirde representerad med broderier från tiden 1910–1923.
Hennes skissamling (som omfattar ca 650 nummer) skänktes efter hennes död till Smålands museum/Kulturparken Småland AB i Växjö. Wirde finns representerad vid Nationalmuseum i Stockholm.